# Nimba (planina)
Planina Nimba, Mont Nouon ili Mont Richard-Molard, poznat i kao Gvinejska kralježnica, je planinski masiv koji se proteže između triju država u zapadnoj Africi, Liberije, Gvineje i Obale Bjelokosti. Najviši vrh mu je Mont Nimba visine 1.752 m (najviši vrh Gvineje i Obale Bjelokosti), a najveća naselja su mu Yekepa na zapadu (Liberija) i Bossou (Gvineja). Odmah ispod gustih šuma na njezinim obroncima protežu se prostrane savane pašnjaka bogatih biljnim i životinjskim vrstama.
Osim Liberijskog dijela cijela planina je danas strogi rezervat prirode planine Nimba, nacionalni park koji dijele Gvineja i Obala Bjelokosti; ali postoji prijedlog da mu se pripoji i dio u Liberiji.
Nacionalni park planine Nimba ima površinu od oko 180 km² i upisan je 1981. godine na UNESCO-ov popis mjesta svjetske baštine u Africi kao jedno od velikih utočišta divljih životinja kao što su: Cibetke, Dujker antilope, ali i ugrožene vrste poput Viviparne nimbske krastače (Nimbaphrynoides occidentalis), te jedinstvenih čimpanzi koje rabe alatke.
Koncesija rudarenja željeza na prostorima zaštićenog lokaliteta i priliv velikog broja izbjeglica na Gvinejskom dijelu parka dovelo je do upisivanja parka na popis ugroženih mjesta svjetske baštine 1992. godine.

## Zemljopisne odlike
Planinski lanac Nimba je uski greben koji se proteže otprilike 40 km od sjeveroistoka prema jugozapadu i čini dio južnog dijela Gvinejske visoravni. Njegov najviši vrh je Mount Richard-Molard s 1752 m. Ostali vrhovi uključuju Grand Rochers (1694 m), Mont Sempéré (1682 m), Mont Piérré Richaud (1670 m), Mont Tô (1675 m) i Mont LeClerc (1577 m). Svi se nalaze u gvinejskom dijelu rezervata. Postoji pedesetak izvora, uključujući izvore rijeka Cavally, Cestos i Sassandra. Rudarstvo visokokvalitetne željezne rude predstavlja glavnu prijetnju jedinstvenoj geomorfologiji i divljem svijetu.

## Klima
Planinski lanac Nimba ima subekvatorijalnu planinsku klimu. Temperatura se ekstremno mijenja s nadmorskom visinom, s dnevnim maksimumom između 24 °C i 33 °C, a noćnim minimumom koji može pasti ispod 10 °C. Neki dijelovi rezervata primaju znatno manje oborina zbog efekta kišne sjene visokog grebena. Općenito, južne padine su vlažnije od zavjetrinskih sjevernih, na koje utječe suhi vjetar Harmatan iz Sahare. Planinski lanac Nimba, kao i rezervat, ima iznimnu mikroklimatsku raznolikost.

## Bioraznolikost
Strogi prirodni rezervat planine Nimba nalazi se unutar žarišta bioraznolikosti Gvinejskih šuma Zapadne Afrike . Smještaj je posebno bogate flore i faune, te je dom više od 2000 vrsta vaskularnih biljaka, 680 vrsta kralježnjaka, od kojih su 132 sisavci, i više od 2500 vrsta beskralježnjaka. Rezervat je predmet bioloških istraživanja jer još uvijek postoji veliki broj nepoznatih vrsta. Endemski kralježnjaci rezervata uključuju živorodnu krastaču Nimbu (Nimbaphrynoides), Lamotteovog okruglolistog šišmiša (Hipposideros lamottei) i vidru rovku Nimbu (Micropotamogale lamottei). Druge rijetke i ugrožene životinje koje se nalaze u rezervatu uključuju zapadnoafričkog lava (Panthera leo leo), patuljastog nilskog konja, zebrastog duikera (Cephalophus zebra) i populaciju zapadnih čimpanza (Pan troglodytes verus) koje koriste kamenje kao alate. Rezervat je BirdLife International proglasio važnim područjem za ptice (IBA) jer podržava značajne populacije mnogih vrsta ptica.
Kopnene ekoregije unutar rezervata uključuju zapadnogvinejske nizinske šume, gvinejske planinske šume, gvinejski šumsko-savanski mozaik i zapadnosudansku savanu. Planinski lanac Nimba dio je zasebne slatkovodne ekoregije s visokim udjelom endemskih vodenih vrsta.

## Vanjske poveznice
|  | Zajednički poslužitelj ima još gradiva o temi Nimba (planina) |

- TLC Africa  Arhivirana inačica izvorne stranice od 6. lipnja 2012. (Wayback Machine)
- MSN Map[neaktivna poveznica] (fr.) Posjećeno 29. ožujka 2011.